# Cnoc An Tursa

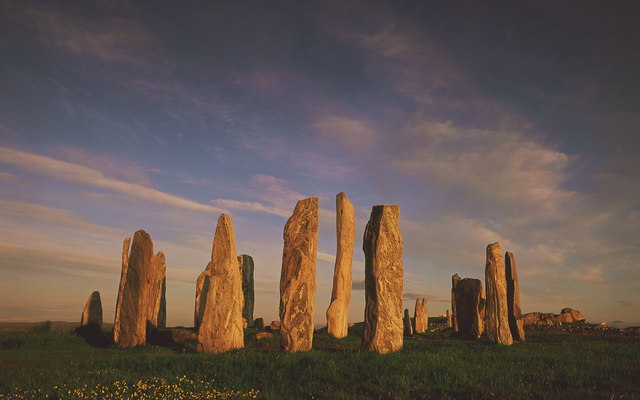
Callanish Stones, inspirace pro název kapely (autor fotografie Tom Richardson).

Cnoc An Tursa je britská folk/black metalová kapela založená v roce 2006 ve skotském městě Falkirk. Název znamená ve skotské gaelštině kopec zármutku (Hill of Sorrow) a týká se kamenného kruhu Callanish Stones (podobného jako Stonehenge) na západním pobřeží ostrova Lewis ve Vnějších Hebridách.
V začátcích byly inspirací např. blackmetalové kapely Diabolical Masquerade (Švédsko) a Ancient (Norsko), později skotské rockové skupiny Runrig a Big Country.
První studiové album s názvem The Giants of Auld vyšlo v roce 2013 u britského vydavatelství Candlelight Records.

## Diskografie

### Dema
- Demo (2008)[4]

### Studiová alba
- The Giants of Auld (2013)
- The Forty Five (2017)

## Zajímavost
Kamenný kruh Callanish Stones byl také inspirací pro název nizozemské melodic deathmetalové kapely Callenish Circle.